# معركة وود ليك
وقعت معركة وود ليك (حرفياً: معركة بحيرة الخشب) في 23 سبتمبر 1862 بالقرب من بحيرة لون تري، وكانت المعركة الأخيرة في حرب داكوتا. بحلول ذلك الوقت، بدأت قوات مينيسوتا الأمريكية في تنفيذ خطة صاغها الحاكم الكسندر رامزي، والتي تهدف إلى إطلاق سراح المستوطنين الأوروبيين الأمريكيين المُحتجزين لدى الهنود و «إبادة» أو طرد شعوب داكوتا «إلى ما وراء حدود الدولة». بقيادة العقيد هنري هاستينغز سيبلي وقائد الحدود تشارلز يوجين فلاندراو حققت القوات الأمريكية انتصارًا حاسمًا مع وقوع خسائر فادحة في صفوف قوات داكوتا بقيادة الزعيم ليتل كرو، وترتب على أثرها تفرّق محاربو داكوتا، وفرّ ليتل كرو وأتباعه إلى السهول الشمالية، بينما انضم آخرون إلى معسكر داكوتا «الصديق».

## الخلفية

### الضغط على سيبلي
في أوائل سبتمبر 1862، تسببت هزيمة الولايات المتحدة في معركة بيرش كولي والحصار في هوتشينسون وفورست سيتي وحصن أبيركرومبي في مزيد من الذعر، مع استمرار نزوح مستوطني مينيسوتا. تعرض كل من الحاكم ألكسندر رامزي والعقيد هنري هاستينغز سيبلي لانتقادات شديدة لفشلهم في التصرف بسرعة أكبر لحمايتهم. شكك العديد من الجمهوريين المؤيدين للحاكم رامسي في اختياره للحاكم السابق والديمقراطي هنري سيبلي لقيادة الجيش، في افتتاحيات الصحف اللاذعة التي اتهمت سيبلي بالتعاطف المفرط مع داكوتا بسبب علاقاته الشخصية والتجارية الواسعة معهم.:174
بعد مناشدات متكررة من الحاكم رامزي، بدأت الحكومة الأمريكية في التعامل مع الصراع في مينيسوتا بجدية أكبر. في 6 سبتمبر 1862، أنشأ وزير الحرب إدوين ستانتون الإدارة العسكرية الجديدة في الشمال الغربي وعين الجنرال جون بوب لقيادتها؛ وصل بوب نفسه أخيرًا إلى مينيسوتا في 16 سبتمبر. أخبر ستانتون بوب أن «يستخدم أي قوة قد تكون ضرورية» لهزيمة داكوتا. كان بوب حريصًا على إثبات نفسه بعد هزيمته في معركة بول ران الثانية، واصل الضغط على سيبلي للتحرك بقوة ضد داكوتا، لكنه كافح لتأمين المزيد من القوات لدعم المجهود الحربي.:179-180
كان المجندون الجدد الذين تمكن سيبلي من تنظيمهم يفتقرون إلى الخبرة بشكل مؤسف، وواجه نقصًا في الطعام والبنادق والذخيرة والملابس. وصل العديد من هذه الإمدادات أخيرًا إلى قوات سيبلي بين 11 و 14 سبتمبر. في 19 سبتمبر، بعد يومين من هطول أمطار غزيرة، غادر سيبلي فورت ريدلي مع قيادته بالكامل عندما بدأوا زحفهم إلى وادي نهر مينيسوتا. تتراوح تقديرات حجم قيادته في هذا الوقت من 1450 إلى 1619 رجلاً.
بحلول الوقت الذي وصل فيه سيبلي وقواته إلى بحيرة لون تري في 22 سبتمبر، كان الطعام ينفد بشدة. جاعًا، فلا عجب أن العديد من أعضاء فوج المشاة الثالث في مينيسوتا تم إغرائهم للبحث عن البطاطس في وكالة سيوكس العليا في صباح يوم 23 سبتمبر، مما أدى عن غير قصد إلى ما أصبح يعرف باسم معركة وود ليك.

### التواصل بين سيبلي وليتل كرو
بعد معركة بيرش كولي، ترك العقيد سيبلي رسالة إلى ليتل كرو في صندوق سيجار مرتبطة بحصة في ساحة المعركة، فاتحًا حوارًا بين المعسكرين.:155
في رسالة كتبها له أنطوان جوزيف كامبل في 10 سبتمبر تقريبًا،:178 أشار ليتل كرو لسيبلي إلى أنه قد يكون على استعداد للتفاوض بشأن إطلاق سراح «مائة وخمسة وخمسين سجينًا» الذين عوملوا «مثلنا»:157 انتهت رسالته بسؤال:«أريد أن أعرف منك كصديق، ما هي الطريقة التي يمكنني بها صُنع السلام لشعبي؟»
على الرغم من أن سلامة السجناء كانت ذات أهمية قصوى بالنسبة له، إلا أن سيبلي رفض التفاوض مع ليتل كرو. استنادًا إلى المعلومات الاستخبارية التي شاركها رسل «الدم المختلط» الذين سلموا رسائل ليتل كرو، أدرك سيبلي أن العديد من قبيلة داكوتا أصيبوا بخيبة أمل متزايدة تجاه ليتل كرو، وأن بعض محاربيه قد تآمروا لقتله، وأن الانقسامات بين داكوتا من المحتمل أن تعمل لصالحه.
دون علم ليتل كرو، تمكن عدد قليل من رؤساء مديواكانتون بما في ذلك واباشا ووكوت وتاوبي من تهريب رسالة منفصلة إلى سيبلي، يعبرون فيها عن معارضتهم للحرب ويقدمون مساعدتهم. ورد سيبلي بطمأنة الرؤساء: «لم أذهب إلى هذه الدولة العليا لإيذاء أي شخص بريء... ولكن لمعاقبة أولئك الذين ارتكبوا جرائم القتل الوحشية بحق رجال ونساء وأطفال أبرياء»:179
مع عدم استعداد سيبلي لبدء المحادثات ما لم يطلق سراح السجناء، أصبح ليتل كرو يدرك بشكل متزايد أن الخيارات تنفد:183

### مجلس حرب داكوتا

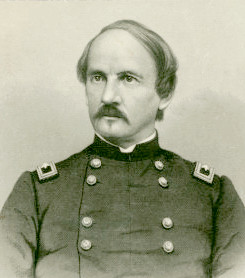
العقيد هنري هاستينغز سيبلي

تلقى ليتل كرو كلمة تفيد بأن قوات سيبلي قد وصلت إلى وكالة سيوكس السفلى وستصل إلى المنطقة الواقعة أسفل يلو ميديسن في 21 سبتمبر تقريبًا. كان العدائون يبلّغون عن تحركات سيبلي كل بضع ساعات.
في صباح يوم 22 سبتمبر، أمر جنود ليتل كرو جميع الرجال الأصحاء بالسير جنوبًا إلى نهر يلو ميديسن. أعلن منادي معسكر ليتل كرو عن مكافآت لأي شخص يعيد فروة رأس سيبلي أو جوزيف آر براون أو ويليام إتش فوربس أو لويس روبرت أو ناثان ميريك أو العلم الأمريكي. وبينما سار مئات الجنود طواعية، ذهب عدد أكبر لأنهم شعروا بالإكراه من نُزل الجنود برئاسة كات نوز (ماربيا أوكيناجين)؛ وانضم إليهم أيضًا كتيبة من معسكر داكوتا «الصديق» الذي سعى إلى منع هجوم مفاجئ على جيش سيبلي.:159
تم إحصاء ما مجموعه 738 رجلاً عندما وصلوا إلى نقطة على بعد أميال قليلة من بحيرة لون تري، حيث علموا أن جيش سيبلي قد أقام معسكرًا.
انعقد مجلس لمناقشة خطة الهجوم. سعى ليتل كرو لتحفيز المحاربين بقوله: «نحن كثيرون وأقوياء. هذه الخطة لن تضمن لنا انتصارًا سهلاً فحسب، بل ستؤمن لنا الكثير من النهب، خاصة المؤن. تذكروا أولئك الجائعين في المنازل.» وشرع في المجادلة بأن جيش سيبلي يمكن أن يؤخذ بسهولة إذا حاصروا المخيم تحت جُنح الظلام وقال: «لقد كنت للتو على حافة الخداع ونظر من أعلى وأُشاهد دهشتي ولكن القليل من التلميحات هناك؛ فقط. خمس خيام ضباط».

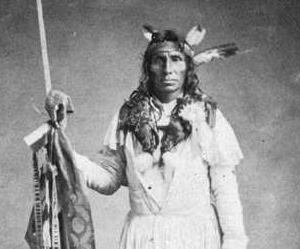
تاويدوتا ليتل كرو

ومع ذلك، جابرييل رينفيل وسولومون تو ستارز، وهما زعيمان من معسكر داكوتا «الصديق» اللذان رفضا المشاركة في المعارك السابقة، جادلوا بشدة ضد الخطة. قال رينفيل إنه كان على مستوى نفس الخداع وأن هناك عددًا أكبر بكثير مما قاله ليتل كرو. وأشار إلى أن جيش سيبلي كان لديه «نظارات تجسس» وربما رأوها بالفعل، وكانوا جاهزين ببنادقهم الكبيرة. سخر تو ستارز من خطة ليتل كرو وقالا إنها كانت جبانة، «جبانة للغاية بحيث لا يستحق من داكوتا الشجاع والقائد العظيم الذي اقترحها.» وقال أيضًا إن الهجوم ليلاً يعني عدم حصولهم على دعم «الاصدقاء»: «لا أعتقد أن هجومك جيد، لأنه إذا تم الهجوم ليلاً، فسيذهب جزء منا فقط، والكثير لن يذهبوا. لذلك ستفشل خطتك.»:183 قام رينفيل وتو ستارز بإطالة النقاش عن عمد، في محاولة لتأخير الهجوم حتى الصباح، عندما يكون لديهم فرصة أفضل لتحذير قوات سيبلي.
كافح قادة جنود ليتل كرو للتوصل إلى إجماع. ومع ذلك، اقترح سولومون تو ستارز أنه من الأفضل مهاجمة جنود سيبلي من مسافة قريبة عندما يسيرون، لأنه كان تكتيك معركة ناجحاً مع تيتون (لاكوتا). وافق أحد قادة القتال وهو ردينيانكا وصهر الزعيم واباشي، على أن هذه كانت أفضل خطة وقال إنه يجب «الاستلقاء بلا حراك» في تلك الليلة والهجوم في وضح النهار. كانت القوات، المتمركزة على طول الطريق، في طابور طويل وضعيف الدفاع أثناء تقدمهم. عند علمهم أن قوات سيبلي قد قامت بأعمال الثدي لتحصين موقع المعسكر، اتفق قادة مأوى جنود داكوتا أخيرًا على أنه من غير الآمن مهاجمتهم في البحيرة ليلاً، ووضعوا خطة لمهاجمة القوات في البحيرة صباحاً.

## المعركة

### موقع التخييم في بحيرة لون تري

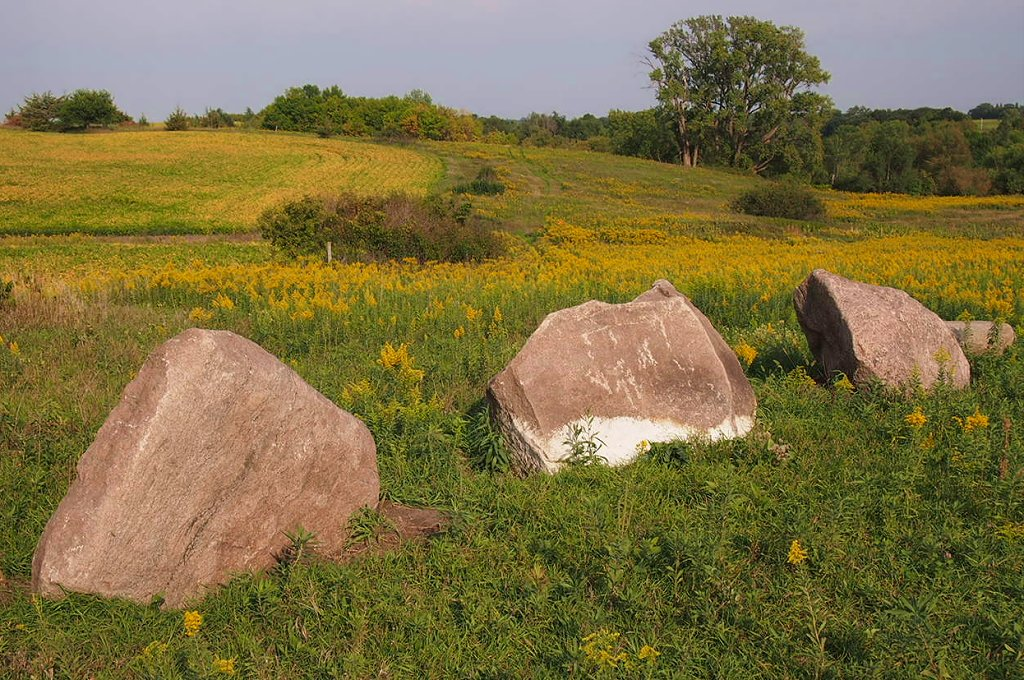
وود ليك ساحة المعركة

في 22 سبتمبر، خيمت قوات الكولونيل سيبلي شرق لون تري أو بحيرة باتل ليك، وهي بحيرة صغيرة يجفها جدول يمتد شمال شرق نهر مينيسوتا، على بعد حوالي خمسة أميال شمال ما يعرف الآن بإيكو مينيسوتا. (استنتج المؤرخون أن "المعركة سُميت ببساطة على اسم أكبر بحيرة في المنطقة المجاورة،" بحيرة وود التي تبعد حوالي ثلاثة أميال جنوب غرب موقع المعركة. وفي روايته للحرب، اقترح النسر الكبير أن سبب المعركة كان «خطأ في التسمية» هو أن اسم داكوتا القديم لبحيرة لون تري كان «مأدشان»، أي «بحيرة الخشب».)
عسكر فوج مشاة مينيسوتا الثالث في على طول القمة جنوب الخور، وكانت مينيسوتا السادسة بجوار البحيرة الصغيرة على اليسار. كان مينيسوتا السابع في الخلف الأيمن خلف واد الخور. تم إحاطة جميع الوحدات وقطار العربة والمدفعية جزئيًا بالخنادق.
خطط سيبلي لمقابلة قوات ليتل كرو شمالًا، في السهول المفتوحة فوق نهر الطب الأصفر(يلو ميديسن)، حيث كان يعتقد أن قواته المجهزة بشكل أفضل بالبنادق والمدفعية والقذائف المنفجرة ستتمتع بميزة ضد داكوتا ببنادقها ذات الماسورة المزدوجة. كانت خطته لليوم التالي هي «عبور وادي نهر يلو ميديسن المُشجر والذهاب إلى وكالة سيوكس العليا المدمرة باستخدام طريق الحكومة.»

### خطة معركة داكوتا والمواقف
كانت خطة معركة داكوتا هي مهاجمة قوات سيبلي أثناء سيرهم لمسافة ميل أو أكثر إلى الشمال الغربي من البحيرة، على طول الطريق المؤدي إلى وكالة سيوكس العليا.
أوضح بيغ إيغل لاحقًا: «في المرحلة المحددة، خططنا لإخفاء عدد كبير من الرجال على جانب الطريق. بالقرب من البحيرة، في واد شكله المنفذ، كان علينا وضع جسد قوي آخر. خلف تل إلى الغرب كان هناك المزيد من الرجال. اعتقدنا أنه عندما سار سيبلي على طول الطريق، وعندما وصل رأس طابوره إلى أقصى نهاية خط الفرقة الأولى، كان رجالنا يطلقون النار. عندئذ يكون الرجال في الوادي الضيق في مؤخرة البيض ويبدأون في إطلاق النار في نهاية العمود. كان الرجال من خلف التل يندفعون ويهاجمون الجناح، وبعد ذلك كان لدينا الفرسان بعيدًا على اليمين ومن سيأتي. توقعنا إلقاء القوة البيضاء بأكملها في حالة ارتباك بسبب الهجوم المفاجئ وغير المتوقع، وهزيمتهم قبل أن يتمكنوا من التجمع. أعتقد أن هذه كانت خطة جيدة للمعركة ... شعرنا أن هذا سيكون القرار الحاسم لخوض الحرب».
في ليلة 22 سبتمبر، قام رؤساء ليتل كرو ورؤساء داكوتا بنقل جنودهم بعناية إلى مواقعهم، غالبًا برؤية واضحة لقوات سيبلي، الذين لم يكونوا على دراية بوجودهم. تذكر النسر الكبير، «كنا نسمعهم يضحكون ويغنون.»
كان بيغ إيغل واثقًا من أن الخطة ستنجح: «لم يكن من الممكن اكتشاف رجالنا المختبئين. كان العشب طويلًا، وكان المكان على الطريق والوادي أماكن جيدة للاختباء. لقد علمنا أن سيبلي لم يكن يعلم بشأن إرسال الكشافة وفحص البلد قبل أن يجتازه. كان لديه عدد من الفرسان، لكنهم كانوا دائمًا يركبون معًا، على رأس الصف، عندما يسيرون، ولا يفحصون الأرض على جانبي الطريق».
بمجرد اكتمال الاستعدادات، ذهب ليتل كرو وبيغ إيغل والرؤساء الآخرون إلى التل إلى الغرب حتى يكون لديهم رؤية أفضل للقتال. في هذه الأثناء، كان مقاتلو داكوتا يرقدون على العشب على طول جانب الطريق مع خصلات من العشب منسوجة في أغطية رؤوسهم للتنكر، في انتظار الفجر بصبر.

### فوج مشاة مينيسوتا الثالث
كانت «الورقة الجامحة» بين قوات سيبلي هي فوج مشاة مينيسوتا الثالث. عانى 270 رجلاً من ولاية مينيسوتا الثالثة في قيادته من هزيمة محرجة على يد الكونفدرالية في معركة مورفريسبورو الأولى بولاية تينيسي في 13 يوليو 1862، عندما قرر الكولونيل هنري ليستر الاستسلام بدلاً من الذهاب لمساعدة أحد مفارزهم التي تعرضت للهجوم. الغالبية العظمى من الفوج لم توافق على الاستسلام. تم إرسال مينيسوتا الثالث بعد ذلك إلى سانت لويس بولاية ميزوري للإفراج المشروط؛ كان الفوج جزءًا من تبادل رسمي للأسرى في 27 أغسطس 1862، وأعيد إلى مينيسوتا.:158
مع اندلاع حرب داكوتا، رأى رجال مينيسوتا الثالثة فرصة لإثبات أنفسهم، وكان لدى الكولونيل سيبلي آمال كبيرة على قدامى المحاربين ذوي الخبرة في الحرب الأهلية. ومع ذلك، فقد مينيسوتا الثالث معظم ضباطهم الذين ما زالوا محتجزين لدى الكونفدرالية، باستثناء الملازم رولين أولين. عند الوصول إلى حصن سنيلنغ، تم تعيين الرائد أبراهام إي ولش، سابقًا من فوج مشاة مينيسوتا الأول، كقائد لهم.
فقد عزرا شامبلين قدرًا كبيرًا من الانضباط العالي السابق، وكانوا جامحين للغاية، وكانوا حريصين فقط على تعويض شرفهم الجريح في الميدان ".
حصل فوج المشاة الثالث في مينيسوتا على البطاطس أثناء مرورهم عبر الأراضي الزراعية في وكالة سيوكس السفلى، وكانوا قد نفدوا تقريبًا بحلول الوقت الذي وصلوا فيه إلى بحيرة لون تري. في صباح يوم 23 سبتمبر، أخذت مجموعة من جنود الفوج الثالث على عاتقهم المغامرة لتجديد إمداداتهم.:159

### الهجوم
تم إطلاق صوت تبويق في موقع معسكر سيبلي في الساعة 4 صباحًا يوم 23 سبتمبر، «من أجل التقدم في وقت مبكر والاستعداد لأي طارئ.»:351 توقعت قوات داكوتا المنتظرة أن تبدأ قوات سيبلي في التحرك في الصباح الباكر. بدلاً من ذلك، في حوالي الساعة 7 صباحًا، بينما كانت الوحدات الأخرى لا تزال تتناول وجبة الإفطار،:351 غادرت مجموعة من الجنود من فوج المشاة الثالث في مينيسوتا المعسكر في أربع أو خمس عربات، يقودها أفراد مع أربعة رجال في كل عربة، في رحلة غير مصرح بها إلى علف للبطاطس في وكالة سيوكس العليا بواسطة كنيسة روك فالي الحالية.
حوالي نصف ميل من المخيم، بعد عبور الجسر فوق الخور إلى الجانب الآخر من الوادي والسير لمسافة مائة ياردة فوق البراري العالية، تعرضت عربتهم الرئيسية للهجوم من قبل فرقة مكونة من 25 من محاربي داكوتا الذين ظهروا وبدأوا في إطلاق النار، مما أدى إلى إصابة الجندي ديغروف كيمبال وإصابة عدد آخر بجروح. أوضح بيغ إيغل أن بعض العربات لم تكن على الطريق، وكانت متجهة مباشرة إلى محاربي داكوتا وهم ينتظرون على العشب ؛ لم يكن أمام الرجال في مواقعهم خيار سوى النهوض وإطلاق النار لتجنب دهسهم. يتذكر جورج كوين (واكانداياماني)، الذي كان في الوادي في صف عبره جنود البحث عن الطعام، أن «كلبًا مع الجنود نبح على رجالنا وهم مستلقون على العشب ولذا تم اكتشافهم».
خرج الجندي ويليام ماكجي من الشركة G من العربة الرئيسية ورد بإطلاق النار ؛ بدأ الجنود في العربات الخلفية بإطلاق النار. وبدأت معركة وود ليك. قال بيغ إيغل «لقد أدى هذا إلى القتال، بالطبع، ولكن ليس وفقًا للطريقة التي خططنا لها. رآها ليتل كرو وشعرت بشعور سيء للغاية.»
وسمع صوت إطلاق النار من موقع المخيم. لا ينتظر أوامر من سيبلي، الرائد أبراهام ولش قاد 200 رجل من فوج مشاة مينيسوتا الثالث إلى يمين الهجوم الأولي ونحو قوات داكوتا، التي كانت تتجمع بسرعة في العدد. تم الاحتفاظ بحوالي نصف الفوج كاحتياطي ؛ تقدم الباقون كخط من المناوشات.
يتذكر الكابتن عزرا تشامبلن «أظهرت مناوراتنا الشاملة في الجنوب هنا ميزة جيدة ؛ تحرك خط مناوشاتنا بثبات إلى الأمام، وأطلق النار بسرعة، مما أجبر العدو على العودة نحو خنادق نهر مينيسوتا.» من وجهة نظر المحمية، يمكن أن يرى أن محاربي داكوتا «شكلوا نصف دائرة في الجبهة، وإلى اليمين واليسار، يتحركون بنشاط كبير، يعوون مثل الشياطين، ويطلقون النار ويتراجعون، ويبدو أن حركاتهم السريعة تتضاعف أعدادهم. كنا نجلدهم بشكل جيد، ونعيدهم فوق البراري المتموجة».
مع تقدم إطلاق النار في نطاق البنادق، ابتعد ليتل كرو "مسافة قصيرة من مجموعة راكبين، وهو يلوح بطانيته فوق رأسه، ويطلق صرخة الحرب، عندما رن صوت رد من البراري، وعشرات الهنود، لم يلاحظوا من قبل ، قاموا من على العشب ، "حتى"، كما يقول أحد الموجودين ، "كانت البراري يبدو وكأنها حياً معهم".

### تراجع مينيسوتا الثالث
تقدمت مينيسوتا الثالثة على بعد ميل واحد تقريبًا من المعسكر حتى أرسل العقيد سيبلي، خوفًا من كارثة، ضابطًا يأمرهم بالتراجع، مما تسبب في ارتباك كبير. رفض ويلش في البداية، لكنه رضخ مع ظهور المزيد من مقاتلي داكوتا، وعاد الضابط بأوامر مباشرة «للتراجع بشكل إيجابي».
وروى تشامبلن: «الاحتياط متقلب ؛ جاء المناوشات على اليمين يركضون على المحمية. حافظ الرقيب ماكدونالد وبولر على اليسار على خط المناوشات، ويكافحون في طريق عودتهم إلى المحمية. المعركة من هذه النقطة، على بعد حوالي ميل واحد من المعسكر، خلف الخط الذي انتقلنا فوقه للتو، كان مضطربًا ومستقلًا، كل رجل يبذل قصارى جهده ... تم سكب فتيل مستمر في صفوفهم المتقاربة ... وضع خط انسحابنا نزولًا إلى الخور الذي عبرناه ، مع التلال المتدحرجة على كلا الجانبين، وها هو الهرج والمرج نفسه ، - مع الهنود على يميننا ، والهنود على يسارنا، والهنود خلفنا، يشحنون ويصرخون».
عندما انسحب الفوج الثالث عبر الخور واستعاد الضفة شديدة الانحدار للوادي باتجاه معسكرهم ، أصيب الرائد ولش بكرة وكسرت ساقه ، وتم نقله لمسافة ربع ميل إلى المعسكر ، ثم غادر على تل إلى حيث يمكنه مشاهدة القتال.

### التعزيزات والمدفعية

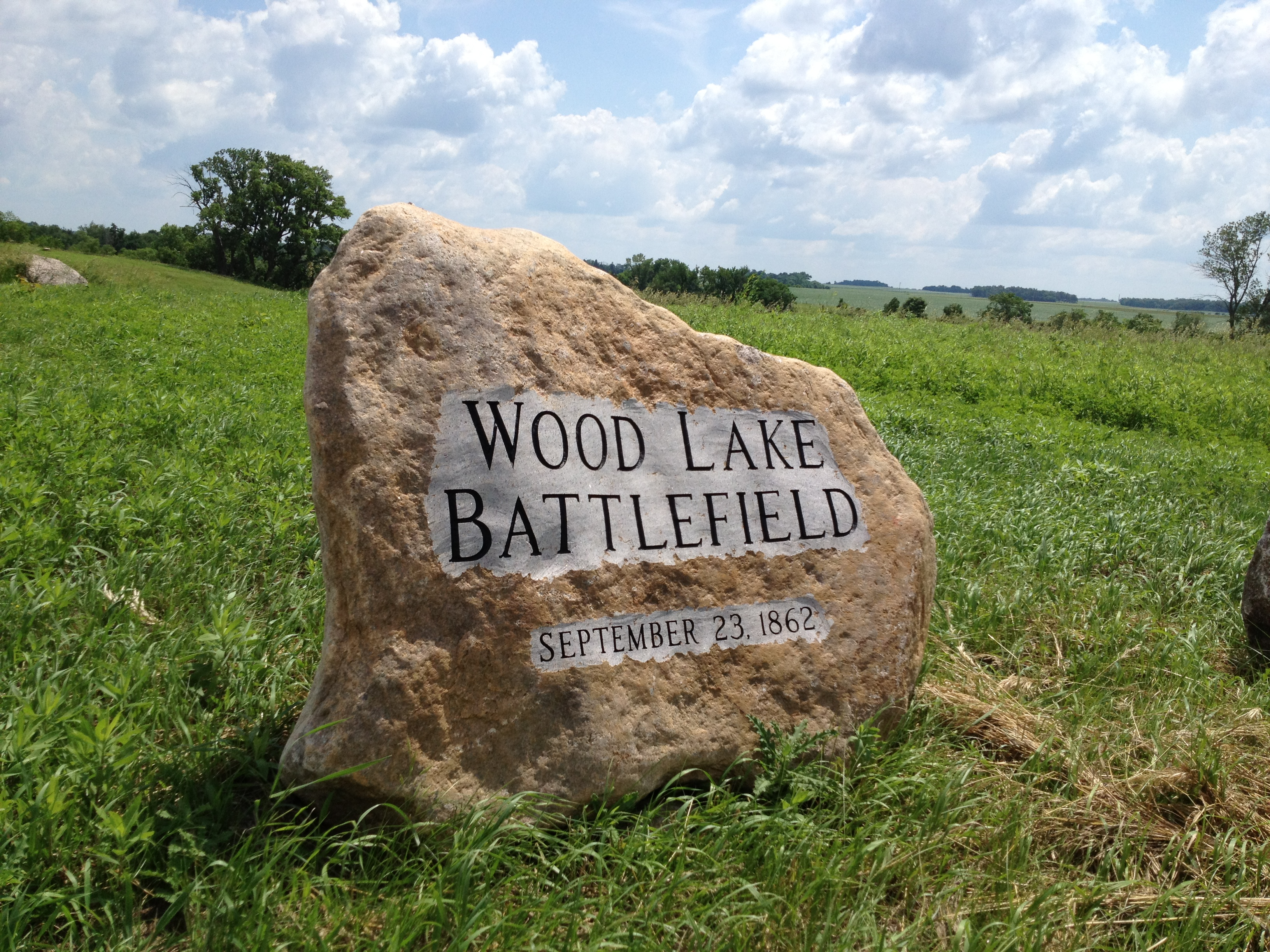
بولدر في ساحة المعركة لوود ليك

بمجرد الانسحاب عبر الخور، وانضم إليه رجال فوج المشاة الثالث في مينيسوتا، وأربعين رينفيل رينجرز ، وهي وحدة من "كل الدم المختلط تقريبًا":185 تحت قيادة الملازم جيمس جورمان ، أرسلها سيبلي لتعزيزهم. وقف رجال سيبلي على الهضبة الواقعة بين الوادي والمخيم، حيث استغل محاربو داكوتا التلال المُنخفضة المتاخمة للمساحات الضيقة على طول الخور. تجاهلًا لأوامر سيبلي بالتراجع، عاد رجال مينيسوتا الثالثة إلى الشمال مرة أخرى. كانت هذه التهمة مفاجئة وغير متوقعة من جانبهم لدرجة أننا وصلنا إلى مواجهة متقاربة. قُتل هنا أربعة عشر أو خمسة عشر وسقطوا في أيدينا ، ولم يكن لديهم وقت لحملهم بعيدًا ... ضجيج البنادق وحرب الهنود ، أتذكر الصوت الأجش للرقيب جي إم بولر، يزأر مثل المجنون: "تذكروا مورفريسبورو ! قاتلوا يا أولاد! تذكروا مورفريسبورو!
قتل زعيم حزب كوين هوك ، وأصيب ثمانية آخرون من الرجال الثلاثة عشر في فرقتهم.
نظرًا لأن قوات داكوتا كانت تمر الآن عبر الوادي الضيق لمحاولة الالتفاف على رجالها على اليمين، أمر سيبلي المقدم وليام ريني مارشال، مع خمس سرايا من فوج مشاة مينيسوتا السابع في وقطعة مدفعية من ستة مدارات تحت قيادة النقيب هندريكس ، بالتقدم شمال المخيم. كما أمر فرقتان من فوج المشاة السادس في مينيسوتا بتعزيزها.
أمر العقيد مارشال النقيب جيمس جيلفيلان من السرية H من الفوج السابع، الذي كان في حالة حراسة، بوضع نصف رجاله في حفر البنادق التي تم حفرها لحماية المعسكر، ولتقديم بقية رجاله كمناوشات في أقصى يمين خطهم. قام مارشال بإطالة خطه إلى يمين البندقية وإلى الأمام قليلاً ، في مواجهة الوادي الذي تحتله قوات داكوتا. صرح مارشال في تقريره ، «بالتقدم تدريجيًا في الخط ، ظل الرجال على مقربة من الأرض وأطلقوا النار أثناء زحفهم للأمام ، اكتسبت موقعًا جيدًا لشحن الهنود. وهنا انضم إلينا سرية الكابتن جرانت في الفوج السادس واسهموا بنجاح طرد الهنود». تاركًا وراءه فرقتان مع المدفعية ، قاد مارشال رجاله لملاحقة قوات داكوتا وراء الوادي حتى استدعاهم سيبلي وأمرهم بجمع جثث داكوتا التي سقطت.
على أقصى اليسار، أمر سيبلي الرائد روبرت مكلارين مع السرية F من الفوج السادس تحت قيادة النقيب هوراس ولسون بـ :«انطلق بسرعة حول الجانب الجنوبي من البحيرة الصغيرة بالقرب من المخيم ، وتمركز في سلسلة من التلال المُطلة على الوادي الضيق» على بعد حوالي ميل واحد، حيث تم وضع عدد كبير من الداكوتا لهجوم جانبي. هناك، أصيب الكابتن ويلسون في كتفه، لكن الفرقة أبقت داكوتا بعيدًا وقادتهم في النهاية إلى الوراء.
وفقًا لرئيس النسر الكبير: «الهنود الذين شاركوا في القتال أبلى وا بلاءً حسنًا ، لكن المئات من رجالنا لم يدخلوها ولم يطلقوا رصاصة. لقد كانوا بعيدين جدًا. الرجال في الوادي والخط الذي يربطهم مع أولئك الموجودين على الطريق لمجابهة القتال. بذل أولئك منا على التل قصارى جهدهم ، لكن سرعان ما تم طردنا ... طرد البيض رجالنا من الوادي بواسطة عبوة ناسفة وهذا أنهى المعركة».

### تراجع داكوتا

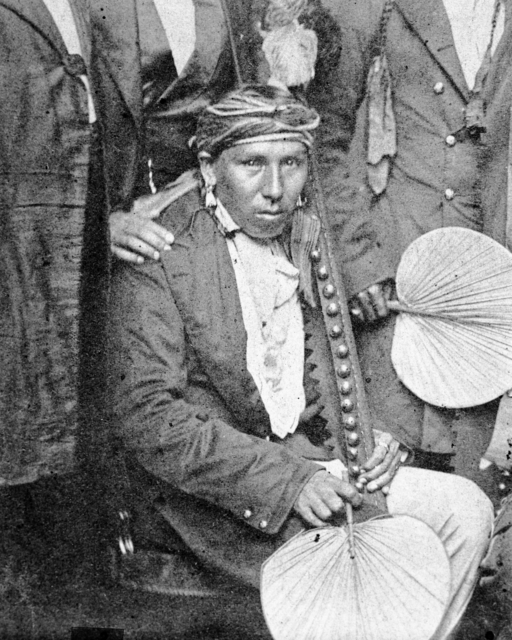
قُتل مانكاتو بقذيفة مدفع في معركة وود ليك في 23 سبتمبر 1862

في تقرير سيبلي الرسمي في 23 سبتمبر 1862، قال: «اندلعت المعركة لمدة ساعتين تقريبًا، حيث تم استخدام مدافع الهاوتزر ذات الست مدقات ومدافع الهاوتزر الجبلية بتأثير كبير، عندما صد الهنود في جميع النقاط الكبيرة، مع هطول الأمطار. يؤسفني أن أقول إن العديد من الضحايا وقعوا من جانبنا ... قتل أربعة من رجالنا وأصيب ما بين خمسة وثلاثين وأربعين بجروح، ويسعدني أن أسمع ذلك، ليس بجدية».
قُتل الزعيم مانكاتو بقذيفة مدفع رفض مراوغتها. وفقًا لـ النسر الكبير، «قُتل مانكاتو هنا ، وفقدنا قائد حرب جيد جدًا وشجاعًا. قُتل بواسطة قذيفة مدفع كادت أن تنفد لدرجة أنه لم يكن خائفًا منها ، وضربته في ظهره ، وهو ملقى على الأرض وقتله».
قرر سيبلي عدم ملاحقة قوات داكوتا أثناء انسحابها ، لأنه «كان يفتقر إلى سلاح الفرسان للقيام بمطاردة قوية». تذكرت بيج إيجل في وقت لاحق ، «لقد تراجعنا في حالة من الفوضى ، على الرغم من أن البيض لم يعرضوا ملاحقتنا. عبرنا مرجًا واسعًا ، لكن فرسانهم لم يتبعونا».
تم دفن جثث أربعة عشر من داكوتاـ من قبل قوات سيبلي في ميدان المعركة. وبحسب بيج إيجل، فإن داكوتا «فقدت أربعة عشر أو خمسة عشر رجلاً وجُرح عدد لا بأس به. وتوفي بعض الجرحى بعد ذلك ، لكنني لا أعرف عددهم. ولم نحمل جثث القتلى، بل نقلنا جميع الجرحى». ومع ذلك، أشار جورج كوين (واكانداياماني) لاحقًا ، «أعتقد أن جثة مانكاتو دفنت في معسكرنا مرة أخرى».
عند علمه أن بعض القتلى الأربعة عشر الذين سقطوا في داكوتا قد تعرضوا للسلش من قبل جنوده ، أعرب العقيد سيبلي "عن رفضه الشديد ووعد بعقوبة شديدة لأي رجل يكرر مثل هذه المعاملة"، فكتب: "جثث الموتى ، حتى لو كان عدوًا متوحشًا" ألا يتعرض للإذلال من قبل الرجال المتحضرين والمسيحيين".

## آثار حادثة
كانت معركة وود ليك انتصارًا حاسمًا للولايات المتحدة ، حيث ألحقت خسائر فادحة في داكوتا. بعد معركة 23 سبتمبر 1862، كتب العقيد هنري هاستينغز سيبلي في رسالة إلى زوجته أن داكوتا قد تلقت «ضربة قاسية» وأنه واثق من أنهم «لن يجرؤوا على اتخاذ موقف آخر». كانت المعركة بمثابة نهاية للحرب المنظمة في داكوتا في مينيسوتا ، على الرغم من استمرار الصراع في العام التالي حيث كان سيبلي يلاحق قادة سيوكس الذين فروا شمالًا. كما مهد انتصار الولايات المتحدة في وود ليك الطريق لإطلاق سراح 269 سجينًا - جميعهم تقريبًا من النساء والأطفال ، وكثير منهم محتجزون كرهائن لأكثر من خمسة أسابيع - في معسكر الإفراج ، واستسلام العديد من محاربي داكوتا بهذا التفاهم. أن سيبلي لن يعاقب إلا أولئك الذين شاركوا في قتل الأبرياء. من جانبه في المعركة ، تمت ترقية سيبلي لاحقًا إلى رتبة عميد من المتطوعين في جيش الاتحاد من قبل الرئيس أبراهام لينكون.

### هزيمة ليتل كرو والتراجع
كانت آخر معركة كبرى خاضتها داكوتا ، وكان العديد منهم محبطين بالفعل من قيادة ليتل كرو. عند عودته إلى المخيم في 23 سبتمبر ، وُصف ليتل كرو بأنه «يائس» و «كاد قلبه محطم». خارج نزله ، ألقى خطابًا مريرًا رواه صموئيل ج.براون:
«سبعمائة من المحاربين المختارين بجلدهم من البيض الجبناء. من الأفضل أن يهربوا وينتشروا فوق السهول مثل الجاموس والذئاب. من المؤكد أن البيض كان لديهم أسلحة كبيرة وأسلحة أفضل من الهنود ويفوقون عددنا بأربعة أو خمسة إلى واحد ، ولكن هذا ليس سببًا لعدم قيامنا بجلدهم ، فنحن رجال شجعان وهم نساء جبناء. ولا يمكنني حساب الهزيمة المشينة. لا بد أنها من عمل الخونة في وسطنا»
بالإشارة إلى «الخونة في وسطنا»، كان من الواضح أن ليتل كرو كان يتهم داكوتا «الصديق». جادل عدد قليل من مديواكانتون بأن داكوتا «العدائية» يجب أن تهاجم معسكر داكوتا «الصديق»، الذي أنقذ معظم السجناء البيض و «مختلط الدم» خلال معركة وود ليك. توقعًا للهجوم ، قام «الأصدقاء» بحفر خنادق في وسط محافلهم، حيث قاموا بإخفاء الأسرى لحمايتهم. تعاطف ليتل كرو في البداية مع أولئك الذين أرادوا الهجوم، لكنه تمنى قبل كل شيء تجنب حرب أهلية قبلية ضد أقاربه. مدنيين ، قائلين:
«ستكون سياسة سيئة ، لأن البيض سيتبعوننا بعد ذلك حتى نهاية الأرض ولن يمنحونا السلام ... سيكون قاسياً وجباناً أيضًا.»:228
أرسل أنطوان جوزيف كامبل رسالة أخيرة من العقيد سيبلي يطالب فيها باستسلام ليتل كرو غير المشروط ، والتي «ضحك عليها تاوياتيدوتا بسخرية» وقال: «التاجر الطويل سيبلي يود أن يضع الحبل حول رقبتي ، لكنه لن يحصل على فرصة.»:160 ثم طلب كامبل من ليتل كرو إطلاق سراح الأسرى المتبقين في معسكره. وافق ليتل كرو ، وأفاد كامبل لاحقًا أنه تم إطلاق سراح 46 أسيرًا ، لكن بعض أتباع ليتل كرو تجاهلوا أوامره وأبقوا أسرى لعدة أشهر بعد ذلك. قائلا:
«دعوهم وشأنهم. لقد قُتل عدد كبير جدًا من النساء والأطفال. إذا قتلت الرجال فقط ، يمكننا أن نصنع السلام الآن»:161
حزم معسكر داكوتا «المعادي» أمتعته وتفرق. فر الزعيم ليتل كرو و 150 إلى 250 من أتباعه إلى السهول الشمالية ، بما في ذلك رؤساء شاكوبي الثالث، صوت الوسط الأحمر، زجاجة الدواء الثاني. في هذه الأثناء، انضم آخرون من مديواكانتون إلى معسكر داكوتا «الصديق» في الأيام التي تلت ذلك على أساس وعد سيبلي السابق بأن فقط أولئك الذين شاركوا في قتل المستوطنين سيعاقبون. احتجز معسكر داكوتا «الصديق» بقيادة غابرييل رينفيل وزعماء آخرين عددًا متزايدًا من الأسرى «البيض» و «الدم المختلط» تحت حمايتهم ، وأطلقوا سراحهم أخيرًا إلى جيش العقيد سيبلي في معسكر الإفراج في 26 سبتمبر 1862.

## الوحدات

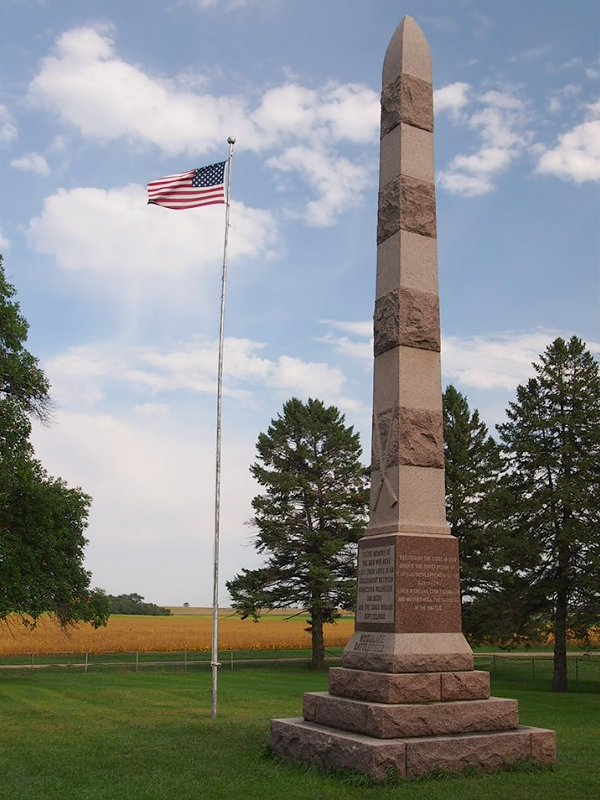
نصب وود ليك

### وحدات جنود الجيش والمدنيين
تشمل الوحدات المشاركة في معركة وود ليك: فوج مشاة مينيسوتا الثالث ، وتسع سرايا من فرقة مشاة مينيسوتا السادسة، وخمس سرايا من فرقة مشاة مينيسوتا السابعة، وسرية واحدة من فرقة مشاة مينيسوتا التاسعة، وكتيبة مشاة مينيسوتا العاشرة، و 38 إلى 45 رينفيل رينجرز، و 28 من حراس الخيول، و 16 مواطنًا مدفعيًا.  صرح الجنرال المساعد لولاية مينيسوتا، في تقريره الرسمي بعد المعركة ، قائلاً: «نظرًا لأن الفوج الثالث ورينفيل رينجرز تحمل أعنف نيران العدو، فإن الجزء الأكبر من الخسارة يقتصر على تلك القوات».:160 عددًا كبيرًا من الجنود الأمريكيين احتجزوا في موقع دفاعي ولم يخوضوا معركة.:312

#### خسائر
في عام 1907 أو 1908، أفادت لجنة مينيسوتا حول ساحة المعركة في وود ليك ساحة المعركة أنه بالإضافة إلى الجنود الأمريكيين الأربعة المدفونين في الميدان، أصيب ثلاثة آخرون بجروح قاتلة وتوفي بعد ذلك بوقت قصير، ليصبح المجموع سبعة جنود أمريكيين قتلوا:315 قُتل أربعة جنود من فوج مشاة مينيسوتا الثالث في ساحة المعركة أو أصيبوا بجروح قاتلة ؛ قُتل واحد من رينفيل رينجر؛ وقتل أيضا جندي واحد من كل من فوجي مشاة مينيسوتا الثاني والسابع مينيسوتا. وفقًا للجنة مينيسوتا حول ساحة المعركة في وود ليك ورينفيل رينجر، أدرجت ولاية مينيسوتا في الحرب الأهلية والهندية خطأً جوزيف بارو (بيرولت) على أنه قُتل في وود ليك ؛ كان الرجل الذي قتل ينتمي إلى رينجرز هو إرنست بول (تمت طباعة الاسم بشكل غير صحيح على أنه «بول»). يذكر تقرير اللجنة عن معركة وود ليك أن ما مجموعه 34 جنديًا أمريكيًا أصيبوا بجروح ، العديد منهم خطيرة ، بينما يقدر المؤرخ غاري كلايتون أندرسون أن عدد الجرحى كان أقرب إلى :185

#### كشافة داكوتا في قيادة سيبلي
إجمالاً ، كان هناك ما يقدر بنحو 10 إلى 20 رجلاً من داكوتا ورجال «مختلط الدم» يخدمون في قيادة سيبلي ككشافة. كان أحدهم جون أخرى داي (أمباتوتوكاشا) ، الذي ساعد 62 مستوطنًا على الهروب من وكالة سيوكس العليا، وبعد ذلك انضم إلى جيش سيبلي. آخر كان سيمون أناوانغماني ، الذي أقام في معسكر سيبلي بعد مساعدة السيدة جون نيومان وأطفالها الثلاثة على الهروب إلى فورت ريدجلي في 11 سبتمبر. أثناء المعركة ، ركض أناوانغماني إلى ساحة المعركة ملوحًا بعلم أبيض بينما كان يحاول إقناع مقاتلي داكوتا بالدخول انشقاق:185 في وقت من الأوقات اقترب أناوانغماني من ابنه وسرعان ما أحاط بـ «المعادين» الذين ناقشوا قتله ، ولكن كان يحميهم بعض رجاله الذين كانوا هناك. تم إحياء ذكرى كل من يوم اخر وأناوانغماني من قبل نصب الهنود المؤمنين بجوار نصب ولاية بيرش كولي التذكاري.
حاول آيرون ووكر (مازوماني) ، وهو وابتون داكوتا الذي كان من دعاة السلام ، العبور إلى سيمون أناوانغماني حاملاً علم الهدنة أثناء القتال ، لكن ساقه انفجرت بقذيفة مدفعية:185 مازوماني نُقل بعيدًا من ساحة المعركة إلى معسكره ، حيث توفي متأثرا بجراحه في صباح اليوم التالي. أقامت جمعية مينيسوتا التاريخية علامة تاريخية في مقبرة مازوماني في عام 1984.

### قوات داكوتا
وفقًا لـ صمويل براون، 738 من الداكوتا قد وصلت إلى ساحة معركة وود ليك كما أبلغ الرئيس ليتل كرو لأمه ، سوزان فرينير براون، بحضوره. تم تحديد العدد عن طريق عد العصي التي تم تسليمها لكل محارب على الطريق المؤدي إلى ساحة المعركة ، والتي تم جمعها بعد ذلك في «قيعان الطب الأصفر»، على بعد أميال قليلة من مكان المعركة. يشير المؤرخ غاري كلايتون أندرسون إلى أنه «على الرغم من ذلك ، يبدو أن عائلة مديواكانتون تعرف أن العديد من هؤلاء الرجال كانوا ببساطة يسعون لاسترضاء قادة أكاسيتا أو لمشاهدة الأحداث.»:182
علاوة على ذلك ، في ختام اجتماع مجلس الحرب في 22 سبتمبر ، أرسل غابرييل رينفيل بهدوء كلمة لداكوتا «الصديقة» التي لم تكن تنوي في الواقع القتال من أجل التجمع في واد بعيد إلى الغرب ، حيث كانوا ينامون. في الصباح ، بينما كان «المعادون» يقاتلون في معركة وود ليك ، عاد سولومون تو ستارز والمباريات «الودية» الأخرى إلى معسكرهم ، الذي كان على بعد 12 إلى 15 ميلاً. وانقذت المباريات الودية سجناء من المعسكر «المعادي» خلال المعركة واستعدت للقتال المحتمل مع الاعداء عند عودتهم.
من بين داكوتا الذين ظلوا مع قوات ليتل كرو ، قدر الزعيم بيج إيجل أن «المئات» لم يشاركوا أو أطلقوا رصاصة واحدة خلال المعركة الفعلية ، لمجرد أنهم كانوا بعيدًا جدًا. في تقريره إلى الجنرال جون بوب في 27 سبتمبر 1862، قام الكولونيل هنري هاستينغز سيبلي بمراجعة تقديره لعدد داكوتا الذين قاتلوا في معركة وود ليك ، مشيرًا إلى أن «المعادون الذين شاركوا في القتال في الواقع كانوا ما يقرب من خمسمائة بدلاً من ثلاثمائة»:312

#### خسائر
على الرغم من أن قوات سيبلي عثرت على 14 من محاربي داكوتا ودفنوها فقط في ساحة المعركة،:159 إلا أن أنطوان جوزيف كامبل ، الذي كان بجانب ليتل كرو خلال معظم الحرب ، أفاد لاحقًا أن ما يقرب من 30 داكوتا قد قتلوا:315 من الضحايا الرئيس مانكاتو وقتل هوك اللذين قتلا خلال المعركة.

## الحفاظ على ساحة المعركة
في عام 2010، تم إدراج موقع ساحة المعركة في السجل الوطني للأماكن التاريخية كمنطقة وود ليك باتلفيلد التاريخية لكونها ذات أهمية على مستوى الولاية تحت موضوعات علم الآثار / تاريخ السكان الأصليين، وعلم الآثار / غير السكان الأصليين، والتراث العرقي / الأمريكيين الأصليين، والعسكرية. تم ترشيحها على أنها المشاركة النهائية لحرب داكوتا في عام 1862، وهي فترة فاصلة لولاية مينيسوتا وشعب داكوتا، ولتجسيد جهود إحياء الذكرى المبكرة من 1907-1910، وبلغت ذروتها في النصب الحجري. استحوذ صندوق الحرب الأهلية وشركائه على 240 فدانًا من ساحة معركة وودليك وحافظوا عليها. منطقة تذكارية على جانب الطريق بمساحة فدان واحد تحتوي على نصب مسلة من الجرانيت مملوكة لجمعية مينيسوتا التاريخية.

## روابط خارجية
- وود ليك باتلفيلد جمعية المحافظة
- العقيد مارشال مينيس 7th. مجلدات تقرير في الوثائق الرسمية لحرب التمرد المجلد 13، الفصل 25. ص.   280-281
- تحديث تقرير CWSAC و Resurvey: ملامح المعركة الفردية